# Opakt mineral

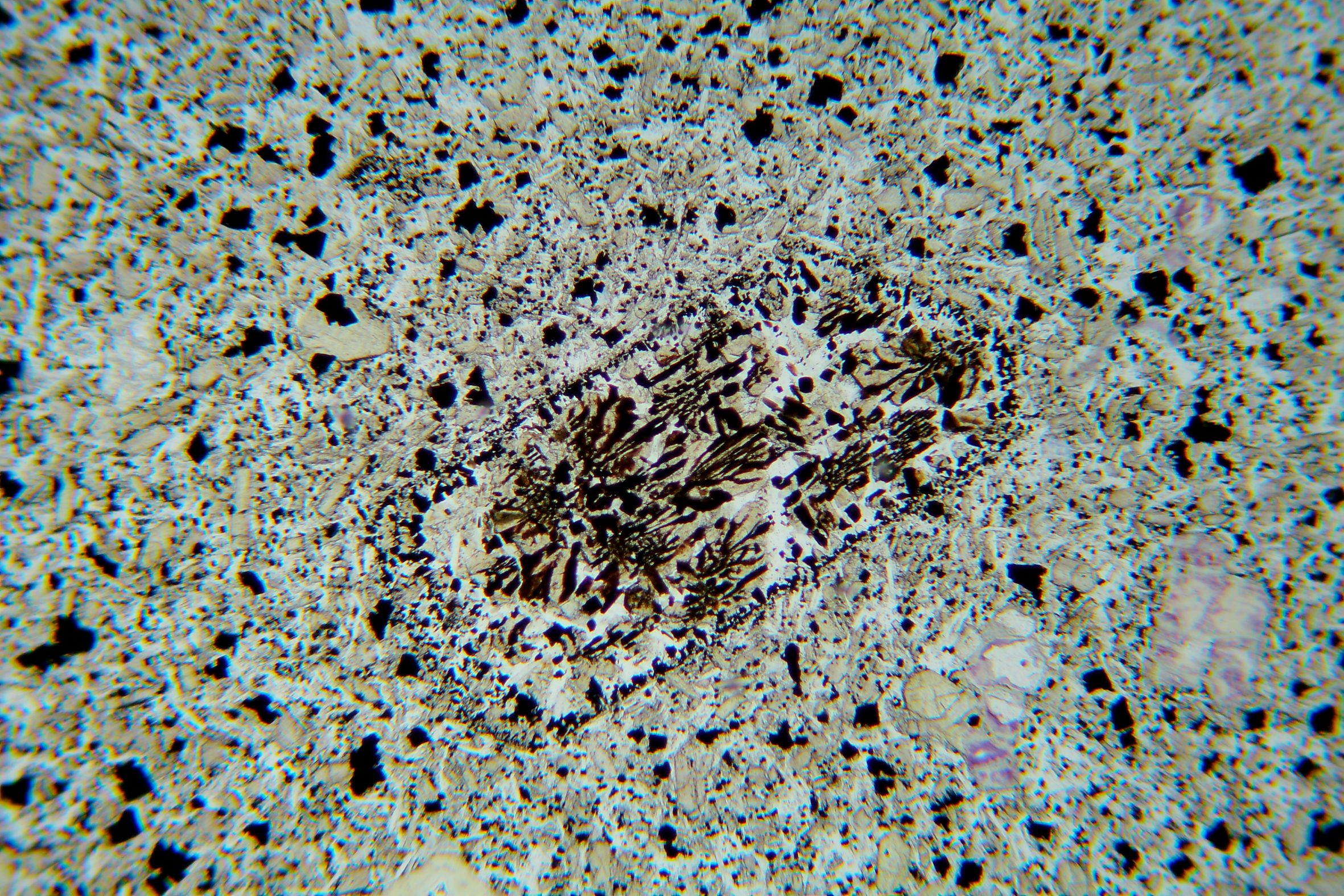
Opaka (och därför svarta) magnetitkristaller i ett genomlyst tunnslip.

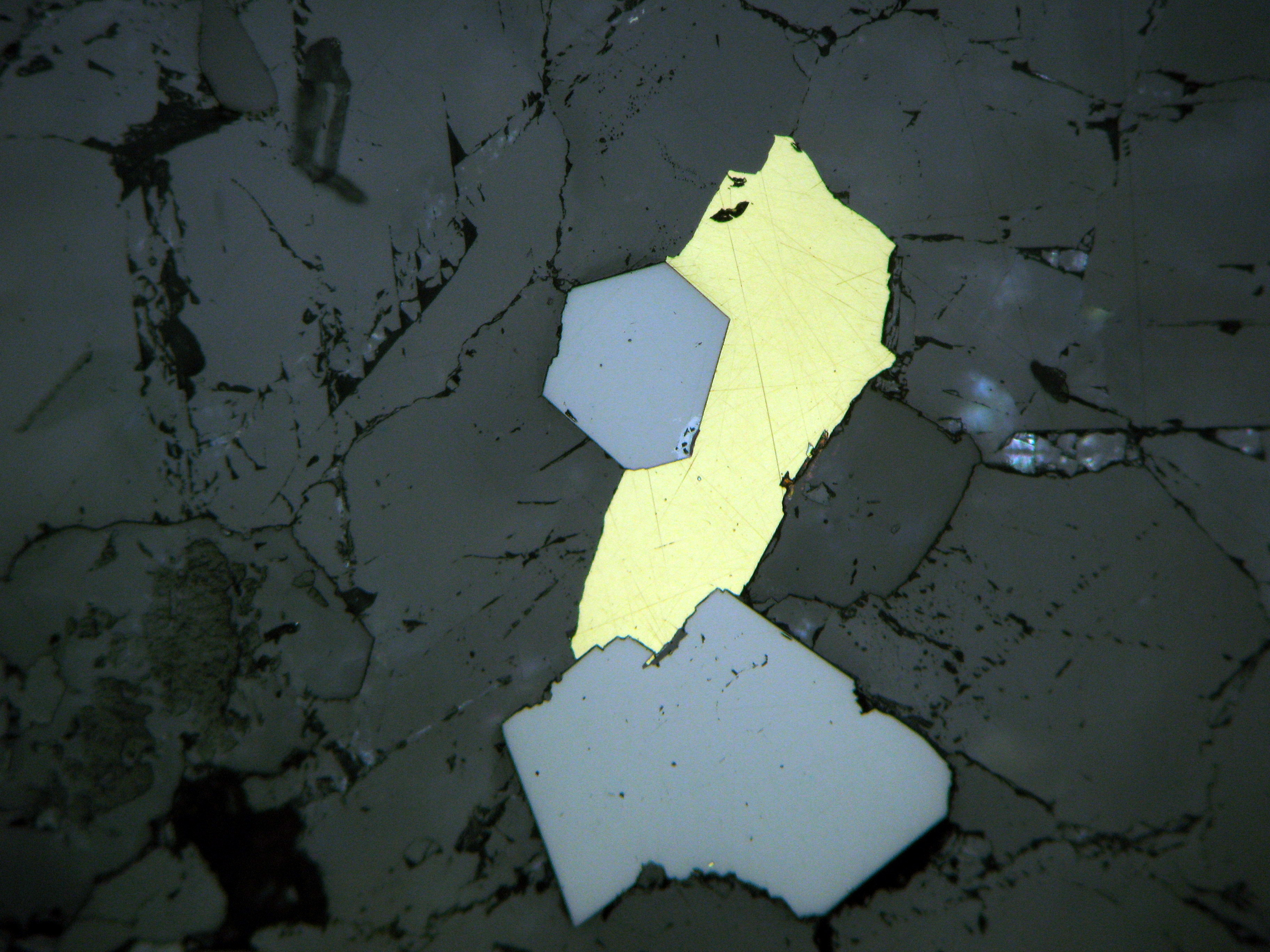
Polerat prov innehållande kopparkis (gul) och magnetit (ljusgrå) i en matrix av baryt fotograferat genom malmmikroskop med reflekterat ljus.

Med opaka mineral avses inom geologin mineral som är så ljusabsorberande (eller -reflekterande) att de inte är genomlysliga ens i de tunnslipade prover (cirka 30 μm tjocka) som används vid mikroskopisk bestämning av mineraler, speciellt i bergarter. De opaka mineralen utgörs främst av malmmineral som oxider och sulfider, av vilka kan nämnas magnetit, hematit och ilmenit bland de förstnämnda och pyrit, blyglans och kopparkis bland de sistnämnda, metaller, som koppar och silver, samt grafit. Opaka mineral studeras därför som planslipade och polerade prover i reflekterat ljus med speciella malmmikroskop.